# Jože Korošec
Jože Korošec, slovenski agronom in univerzitetni profesor, * 24. februar 1930, Kobilje, † 24. december 2013

## Življenjepis
Korošec je leta 1955 diplomiral na ljubljanski Fakulteti za agronomijo, gozdarstvo in veterinarstvo in 1973 doktoriral na Biotehniški fakulteti v Ljubljani (BF). Kasneje se je študijsko izpopolnjeval v Italiji in Švici. V letih 1956 do 1977 je bil raziskovalec na Kmetijskem inštitutu Slovenije. Leta 1977 je postal izredni in 1982 redni profesor na BF. Leta 1987 je dobil Jesenkovo priznanje.

## Delo
Strokovno se je ukvarjal s kmetijstvom, zlasti proučevanjem pridelave krme in travinja, ter selekcijo in žlahtnjenjem rodovitnejših sort trav, detelj in travno-deteljnih združb.